# Festival de Cannes 1965
La dix-huitième édition du Festival de Cannes a lieu du 12 au 28 mai 1965 et se déroule au Palais des Festivals dit Palais Croisette, 50 du boulevard de la Croisette. De 1964 à 1974, le Grand Prix du Festival international du Film est rétabli, la Palme d'or n'est plus décernée.

## Jury de la compétition
- André Maurois, président d'honneur
- Olivia de Havilland, présidente
- Max Aub
- Michel Aubriant
- Rex Harrison
- Goffredo Lombardo
- François Reichenbach
- Alain Robbe-Grillet
- Constantin Simonov
- Edmond Ténoudji
- Jerzy Toeplitz
- Carlos Vilardebó
- Georges Gerardot
- Herman van der Horst
- Istvan Dosai
- Jacques Ledoux

## Sélections

### Sélection officielle

#### Compétition
La sélection officielle en compétition se compose de 26 films :
- Les Amoureux (Älskande par) de Mai Zetterling
- Argile (Clay) de Giorgio Mangiamele
- Le Péché (El-Haram) de Henry Barakat
- Le Jeu de l'oie (El juego de la oca) de Manuel Summers
- L'Amphithéâtre (El reñidero) de René Múgica
- Une danse éternelle (Az életbe táncoltatott leány) de Tamás Banovich
- Fifi la plume d'Albert Lamorisse
- Il était une fois un vieux et une vieille (Zhili-byli starik so starukhoy) de Grigori Tchoukhraï
- Midi torride (Goreshto pladne) de Zako Heskija
- Le Moment de la vérité (Il momento della verità) de Francesco Rosi
- L'Odyssée du T-34 (Zhavoronok) de Nikita Kurikhin et Leonid Menaker
- Kwaïdan (Kaidan) de Masaki Kobayashi
- La 317e Section de Pierre Schoendoerffer
- Les Pianos mécaniques (Los pianos mecánicos) de Juan Antonio Bardem
- Chez moi à Copacabana (Mitt hem är Copacabana) d'Arne Sucksdorff
- Les Jeux de la nuit ou Les Célibataires à la recherche de l'érotisme (Noite Vazia) de Walter Hugo Khouri
- Le Miroir aux alouettes (Obchod na korze) de Ján Kadár et Elmar Klos
- La Forêt des pendus (Pădurea spânzuraților) de Liviu Ciulei
- Le Premier Jour de la liberté (Pierwszy dzień wolności) d'Aleksander Ford
- Trahison (Prodosi) de Kóstas Manoussákis
- Toujours plus loin (Tarahumara) de Luis Alcoriza
- L'Obsédé (The Collector) de William Wyler
- La Colline des hommes perdus (The Hill) de Sidney Lumet
- Ipcress, danger immédiat (The Ipcress File) de Sidney J. Furie
- Le Knack... et comment l'avoir (The Knack...and How to Get It) de Richard Lester
- Yoyo de Pierre Étaix

#### Hors compétition
6 films sont présentés hors compétition :
- Amsterdam de Herman van der Horst
- Première Victoire (In Harm's Way) d'Otto Preminger
- Le Cinquième Soleil de Jacqueline Grigaut-Lefèvre
- Mary Poppins de Robert Stevenson
- Tokyo Olympiades de Kon Ichikawa
- Un grand homme passa par notre chemin (Years of Lightning, Day of Drums) de Bruce Herschensohn

### Semaine de la critique
- Amador de Francisco Regueiro (Espagne)
- Andy de Richard C. Sarafian (Etats-Unis)
- La Cage de verre de Philippe Arthuys et Jean-Louis Lévi-Avarès (France/israël)
- Le Chat dans le sac de Gilles Groulx (Canada)
- Les Diamants de la nuit de Jan Nemec (Tchécoslovaquie)
- En Angleterre occupée (It Happened Here) de Kevin Brownlow et Andrew Molo (Royaume-Uni)
- Finnegans Wake de Mary Ellen Bute (Etats-Unis)
- Un trou dans la lune d'Uri Zohar (Israël)
- Walkover de Jerzy Skolimovski (Pologne)

## Palmarès
- Palme d'or : Le Knack... et comment l'avoir de Richard Lester (Grande-Bretagne)
- Prix spécial du jury : Kwaïdan de Masaki Kobayashi (Japon)
- Prix d'interprétation féminine : Samantha Eggar pour L'Obsédé de William Wyler (États-Unis)
- Prix d'interprétation masculine : Terence Stamp pour L'Obsédé de William Wyler (États-Unis)
- Prix de la mise en scène : Liviu Ciulei pour La Forêt des pendus (Roumanie)
- Prix du scénario (ex æquo) : Sidney Lumet pour La Colline des hommes perdus (Grande-Bretagne) et Pierre Schoendoerffer pour La 317e Section (France)